# Tomai (Gagauzia)
Tomai (in gagauzo Tomay, in russo Томай) è un comune della Moldavia situato nella Gagauzia di 5.014 abitanti al censimento del 2004.

## Società

### Evoluzione demografica
In base ai dati del censimento, la popolazione è così divisa dal punto di vista etnico:
| Etnia       | Abitanti | %     |
| ----------- | -------- | ----- |
| Moldavi     | 36       | 0,72  |
| Ucraini     | 46       | 0,92  |
| Russi       | 80       | 1,59  |
| Gagauzi     | 4.767    | 95,07 |
| Bulgari     | 37       | 0,74  |
| Rumeni      | 0        | 0     |
| Altre etnie | 48       | 0,96  |